# Girardinus microdactylus
Girardinus microdactylus är en fiskart som beskrevs av Rivas, 1944. Girardinus microdactylus ingår i släktet Girardinus och familjen Poeciliidae. Inga underarter finns listade i Catalogue of Life.